# Peszternye
Peszternye (1899-ig Psztrina, szlovákul: Pstriná, ukránul: Psztrina) község Szlovákiában, az Eperjesi kerület Felsővízközi járásában.

## Fekvése
Felsővízköztől 22 km-re keletre, a lengyel határ közelében fekszik.

## Története
1497-ben „Psthryna” alakban említik először, a makovicai uradalomhoz tartozott. 1548-ban „Pystrina”, 1551-ben „Pstrina”, 1588-ban „Also Pztrina” alakban szerepel az írott forrásokban. 1787-ben 28 háza és 179 lakosa volt.
A 18. század végén Vályi András így ír róla: „PISZTRINA. Orosz falu Sáros Vármegyében, földes Ura Gróf Szirmay Uraság, lakosai ó hitüek, fekszik a’ Makovitzai Uradalomban, határja meglehetős, vagyonnyai is, harmadik osztálybéli.”
1828-ban 21 házában 185 lakos élt, akik mezőgazdasággal, szövéssel, erdei munkákkal foglalkoztak. A 19. században a Szirmay család volt a birtokosa.
Fényes Elek 1851-ben kiadott geográfiai szótárában így ír a faluról: „Pisztrina, orosz falu, Sáros vmegyében, a makoviczi uradal. 185 görög kath. lak.”
1920 előtt Sáros vármegye Felsővízközi járásához tartozott.

## Népessége
| Év:            | 1994. | 2004.    | 2014.   | 2024.   |
| -------------- | ----- | -------- | ------- | ------- |
| Emberek száma: | 89    | 59       | 60      | 65      |
| Eltérés:       |       | -33,70 % | +1,69 % | +8,33 % |

| Év:            | 2023. | 2024.    |
| -------------- | ----- | -------- |
| Emberek száma: | 59    | 65       |
| Eltérés:       |       | +10,16 % |

1910-ben 225, túlnyomórészt ruszin lakosa volt.
2001-ben 70 lakosából 34 szlovák, 29 ruszin és 6 ukrán volt.
2011-ben 60 lakosából 46 ruszin és 12 szlovák.

## Nevezetességei
Ortodox temploma 1906-ban épült.